# 아피오누스과
아피오누스과(Aphyonidae)는 첨치목에 속하는 조기어류 물고기 과이다. 뱀장어를 닮은 물고기이다. 전세계의 열대 및 아열대 수역에서 발견된다. 심해물고기로 수심 2,000m와 6,000m 사이에서 산다. 6속 24종으로 이루어져 있다. 작은 물고기로 완전히 성장했을 경우 보통 약 10cm까지 자란다.

## 하위 분류
아피오누스과는 다음과 같이 분류한다.
- 아피오누스속 (Aphyonus)
- Barathronus
- Meteoria
- Nybelinella
- Paraphyonus
- Parasciadonus
- Sciadonus